# Deutsche Leichtathletik-Hallenmeisterschaften 1993
Die 40. Deutschen Leichtathletik-Hallenmeisterschaften fanden vom 27. bis zum 28. Februar 1993 in Sindelfingen statt.
Die 3 × 1000 m der Männer wurden am 20. und 21. Februar 1993 im Rahmen der Deutschen Jugend-Hallenmeisterschaften in Dortmund ausgetragen.
Deutsche Jahresbestleistungen stellten im Rahmen des Wettbewerbs Björn Sinnhuber (200 m in 21,09 s) und Ronald Weigel (5000 m Gehen in 19:00,21 min) auf. Zudem sprang Dreispringerin Helga Radtke mit 14,03 m auf deutsche Rekordweite.

## Medaillengewinner

### Frauen
| Disziplin      | Gold                                                                   | Leistung     | Silber                                                              | Leistung     | Bronze                                                                            | Leistung     |
| -------------- | ---------------------------------------------------------------------- | ------------ | ------------------------------------------------------------------- | ------------ | --------------------------------------------------------------------------------- | ------------ |
| 60 m           | Melanie Paschke LG Braunschweig                                        | 7,29 s       | Andrea Philipp Schweriner SC                                        | 7,31 s       | Silke Lichtenhagen LG Bayer Leverkusen                                            | 7,38 s       |
| 200 m          | Silke-Beate Knoll LG Olympia Dortmund                                  | 23,34 s      | Jana Schönenberger OSC Berlin                                       | 23,53 s      | Birgit Rockmeier LAG Mittlere Isar                                                | 24,06 s      |
| 400 m          | Linda Kisabaka VfL Wolfsburg                                           | 52,34 s      | Silvia Steimle LG Olympia Dortmund                                  | 53,16 s      | Bettina Kersten LG Offenburg                                                      | 53,86 s      |
| 800 m          | Heike Huneke SV Concordia Ihrhove                                      | 2:05,22 min  | Nicole Leistenschneider SC Charlottenburg                           | 2:05,70 min  | Gabriele Dold VfL Sindelfingen                                                    | 2:07,96 min  |
| 1500 m         | Antje Beggerow SC Empor Rostock                                        | 4:20,77 min  | Kristina da Fonseca-Wollheim LG Offenburg                           | 4:21,18 min  | Carmen Wüstenhagen SC Charlottenburg                                              | 4:22,30 min  |
| 3000 m         | Christina Mai LG Olympia Dortmund                                      | 9:10,24 min  | Claudia Metzner TV Wattenscheid 01                                  | 9:15,54 min  | Friederike Schmidt Dresdner SC                                                    | 9:41,32 min  |
| 60 m Hürden    | Birgit Wolf VfL Sindelfingen                                           | 8,07 s       | Caren Jung MTG Mannheim                                             | 8,10 s       | Kristin Patzwahl LAC Halensee Berlin                                              | 8,18 s       |
| 4 × 200 m      | VfL SindelfingenDoreen Fahrendorff Birgit Wolf Iris Grundig Ina Cordes | 1:35,94 min  | TK HannoverAndrea Scheibe Katrin Bartschat Silke Harms Beatrice Mau | 1:38,73 min  | LG Bayer LeverkusenKerstin Reuter Stefanie Hütz Linda Kisabaka Silke Lichtenhagen | 1:39,76 min  |
| 3000 m Gehen   | Beate Gummelt LAC Halensee Berlin                                      | 12:17,27 min | Kathrin Born OSC Potsdam                                            | 12:45,58 min | Simone Thust LAC Halensee Berlin                                                  | 12:57,31 min |
| Hochsprung     | Heike Henkel LG Bayer Leverkusen                                       | 1,95 m       | Marion Goldkamp LG Bayer Leverkusen                                 | 1,91 m       | Manuela Aigner BSV AOK Leipzig                                                    | 1,89 m       |
| Stabhochsprung | Tanja Cors MTV Holzminden                                              | 3,80 m       | Christine Adams SuS 09 Dinslaken                                    | 3,65 m       | Nicole Rieger ASV Landau                                                          | 3,55 m       |
| Weitsprung     | Heike Drechsler LAC Chemnitz                                           | 7,05 m       | Susen Tiedtke Berliner SC                                           | 6,64 m       | Helga Radtke SC Empor Rostock                                                     | 6,61 m       |
| Dreisprung     | Helga Radtke SC Empor Rostock                                          | 14,03 m      | Anja Vokuhl SC Magdeburg                                            | 13,92 m      | Petra Laux LAG Siegen                                                             | 13,54 m      |
| Kugelstoßen    | Stephanie Storp VfL Wolfsburg                                          | 19,32 m      | Astrid Kumbernuss SC Neubrandenburg                                 | 19,14 m      | Kathrin Neimke SC Magdeburg                                                       | 18,68 m      |

### Männer
| Disziplin      | Gold                                                                            | Leistung     | Silber                                                                          | Leistung     | Bronze                                                                    | Leistung     |
| -------------- | ------------------------------------------------------------------------------- | ------------ | ------------------------------------------------------------------------------- | ------------ | ------------------------------------------------------------------------- | ------------ |
| 60 m           | Matthias Schlicht OSC Berlin                                                    | 6,71 s       | Patrick Schneider FV Salamander Kornwestheim                                    | 6,73 s       | Patrick Amarteifio LG Wilhelmshaven                                       | 6,74 s       |
| 200 m          | Björn Sinnhuber MTG Mannheim                                                    | 21,09 s      | Robert Kurnicki TV Wattenscheid 01                                              | 21,28 s      | Stefan Schütz LG Sieg                                                     | 21,38 s      |
| 400 m          | Rico Lieder LG Chemnitz                                                         | 46,35 s      | Karsten Just Berliner TSC                                                       | 46,69 s      | Markus Rau LG Bayer Leverkusen                                            | 47,37 s      |
| 800 m          | Nico Motchebon SC Charlottenburg                                                | 1:52,39 min  | Jussi Udelhoven LG Bayer Leverkusen                                             | 1:52,85 min  | Marko Runge ASC Darmstadt                                                 | 1:53,28 min  |
| 1500 m         | Jens-Peter Herold SC Charlottenburg                                             | 3:51,12 min  | Torsten Kallweit LAV erdgas Essen                                               | 3:53,42 min  | Jörg Schneider SC Charlottenburg                                          | 3:53,62 min  |
| 3000 m         | Mirko Döring SC Empor Rostock                                                   | 8:08,72 min  | Markus Pingpank LG Braunschweig                                                 | 8:11,37 min  | Markus Neukirch SV Saar 05 Saarbrücken                                    | 8:13,15 min  |
| 60 m Hürden    | Dietmar Koszewski LAC Halensee Berlin                                           | 7,55 s       | Florian Schwarthoff LG Potsdam Luftschiffhafen                                  | 7,55 s       | Mirko Döring ASV Köln                                                     | 7,74 s       |
| 4 × 200 m      | TV Wattenscheid 01Dietmar Schulte Matthias Franke Michael Huke Norbert Dobeleit | 1:25,15 min  | FV Salamander KornwestheimPeter Klein Volker Nitsch Holger Lutz Klaus Just      | 1:26,63 min  | ASV KölnFrank Haubold Claude Edorh Klaus Weigeldt Sebastian Schmitz       | 1:26,72 min  |
| 4 × 400 m      | LG Olympia DortmundUdo Schiller Olaf Hense Bodo Unger Ralph Pfersich            | 3:12,09 min  | LG Olympia DortmundAndré Ehlerding Steffen Godeck Michael Althoff Stefan Audehm | 3:12,24 min  | ASV KölnSascha Faßbender Anselm Schuster Gangolf Schneider Thomas Kälicke | 3:12,40 min  |
| 3 × 1000 m     | SC CharlottenburgJohn-Henry May Nico Motchebon Jens-Peter Herold                | 6:59,95 min  | SC CharlottenburgJörg Schneider Rainer Sudau Stephan Kabat                      | 7:04,23 min  | LG Bayer LeverkusenBurkhard Wagner Imram Sillah Oliver Klaudt             | 7:07,58 min  |
| 5000 m Gehen   | Ronald Weigel LAC Halensee Berlin                                               | 19:00,21 min | Axel Noack Berliner TSC                                                         | 19:14,98 min | Bernd Gummelt OSC Potsdam                                                 | 19:17,88 min |
| Hochsprung     | Ralf Sonn TSG Weinheim                                                          | 2,33 m       | Wolf-Hendrik Beyer LG Bayer Leverkusen                                          | 2,33 m       | Torsten Marschner LG Frankfurt                                            | 2,25 m       |
| Stabhochsprung | Bernhard Zintl LAC Quelle Fürth/München 1860                                    | 5,50 m       | Werner Holl LG VfB/Kickers Stuttgart                                            | 5,40 m       | Tim Lobinger LG Bayer Leverkusen                                          | 5,30 m       |
| Weitsprung     | Christian Thomas TV Heppenheim                                                  | 7,99 m       | Dietmar Haaf FV Salamander Kornwestheim                                         | 7,96 m       | André Müller SC Empor Rostock                                             | 7,91 m       |
| Dreisprung     | Volker Mai SC Neubrandenburg                                                    | 16,59 m      | André Ernst SV Halle                                                            | 16,50 m      | Karsten Richter SC Empor Rostock                                          | 16,39 m      |
| Kugelstoßen    | Oliver-Sven Buder TV Wattenscheid 01                                            | 19,56 m      | Dirk Urban LG Wedel-Pinneberg                                                   | 19,34 m      | Jonny Reinhardt TV Wattenscheid 01                                        | 19,24 m      |

## Quelle
- „Ergebnisse ohne Bundesligen“, Sport-Bild vom 3. März 1993, S. 49